# Пупышев, Василий Архипович
Василий Архипович Пупышев (1885, Лузянская, Никольский уезд, Вологодская губерния — 20 декабря 1937, Кемеровская область) — советский краевед и педагог.

## Биография
Родился в 1885 году в деревне Лузянская Вологодской губернии. Из крестьянской семьи. В Тотьме окончил учительскую семинарию (1904), затем — Казанский учительский институт (1915). В 1904—1922 годах состоял в Партии социалистов-революционеров.
После окончания учительской семинарии в течение восьми лет трудился сельским преподавателем в Сольвычегодском уезде Вологодской губернии.
С 1916 по январь 1918 год, будучи выпускником военного училища, служил поручиком в 37-м Сибирском строевом полку. В 1917 году был участником ареста генерал-губернатора Н. А. Сухомлинова.
В 1918—1919 годах преподавал географию и естествознание в Народном университете (Омск). В 1919 года призван в армию Колчака, но позднее с группой солдат перешёл на сторону Красной Армии. В 1921 году Чрезвычайная комиссия арестовала Пупышева, обвинив его в эсеровской контрреволюционной деятельности, и приговорила к расстрелу. Однако благодаря поручетельствам и амнистии он был освобождён.
С 1921 года — инструктор политпросветработы, инспектор губоно, крайоно в Новониколаевске. В 1923 году участвовал во Всероссийском съезде по ликвидации неграмотности в Москве. В 1928 году назначен ответственным секретарём краевого отделения добровольного общества «Долой неграмотность». В 1920-х годах в журналах «Просвещение Сибири», «Агитатор» и «Сибирская педагогика» публиковались статьи Пупышева на тему ликбеза. Как член-учредитель и заместитель председателя краевого отделения добровольного Общества Пролетарского туризма и экскурсий развивал туристичеакие маршруты по Алтаю, стал соавтором «Спутника туриста по Сибирскому краю» (1929). Участник 1-го Презид. краевого совета физической культуры и автор методических пособий об организации обучения физической культуре в краевых школах. Был членом-учредителем Западно-Сибирского краевого общества «За овладение техникой», а также членом-учредителем и ответственным секретарём краевого отделения Общества педагогов-марксистов.
Тройкой ГПУ Западно-Сибирского края арестован и приговорён в 1933 году к десятилетнему сроку лишения свободы (статья 58-2 УК РСФСР), направлен в Антибесское отделение Сиблага НКВД на станцию Суслово Западно-Сибирской железной дороги. 8 декабря 1937 года постановлением тройки НКВД НСО ему была назначена высшая мера наказания за контрреволюционную повстанческую деятельность в Сиблаге.
Реабилитирован посмертно в 1956 году.

## Некоторые сочинения
- Наша сила — Советы. Сибирский букварь для взрослых (совместно с А. А. Ансон; Новониколаевск, 1924);
- Пособие для кружков физкультуры в деревне (Новониколаевск, 1925);
- Грамотный, обучи неграмотного (совместно с А. А. Ансон, Слайковской, Шумковым; Новониколаевск, 1926).
- Пора на работу (букварь для подростков, совместно с О. Морозовой и Т. Вельхер; Новониколаевск, 1926)[1][2].